# Drahyňa
Drahyňa (ukrajinsky Драгиня, maďarsky Draginya) je část obce Zňačevo, ve vesnické komunitě Velyki Lučky, v okrese Mukačevo, v Zakarpatské oblasti Ukrajiny. Ves byla založena v 19. století. Do roku 1924 byla většina území pokryta lesy. V roce 2024 zde žilo 552 obyvatel.